# Konstantinovo (Chaskovo)
Konstantinovo (Bulgaars: Константиново) is een dorp in de Bulgaarse gemeente Simeonovgrad, oblast Chaskovo. Op 31 december 2019 telde het dorp 227 inwoners. Het dorp ligt 20 km ten noordoosten van Chaskovo en 216 km ten zuidoosten van Sofia. 

## Bevolking
De telling van 1934 registreerde 1.069 inwoners. Sindsdien neemt het inwoneraantal langzaam maar geleidelijk af, alhoewel er in 1992 een lichte bevolkingstoename was (zie: onderstaand grafiek). Op 31 december werden er 227 inwoners geregistreerd. 
Van de 255 inwoners reageerden er 253 op de optionele volkstelling van 2011. Zo’n 243 personen identificeerden zichzelf als etnische Bulgaren (96%) en 7 personen als Roma (3%).
Het dorp heeft een ongunstige leeftijdsopbouw. Van de 255 inwoners die in februari 2011 werden geregistreerd, waren er 41 jonger dan 15 jaar oud (16%), terwijl er 83 inwoners van 65 jaar of ouder werden geteld (33%).